# Ralf-Peter Devaux
Ralf-Peter Devaux (ur. 22 maja 1940 w Schloßbergu w Prusach Wschodnich) – pułkownik Stasi.

## Życiorys
W 1957 został przyjęty do SED, 1958-1962 studiował na Uniwersytecie Humboldta w Berlinie, od 1960 był nieoficjalnym funkcjonariuszem, a od 1963 kadrowym funkcjonariuszem Stasi. W 1964 ukończył Szkołę Głównego Zarządu Wywiadu Ministerstwa Bezpieczeństwa Państwowego NRD, pracował w wywiadzie, 1971-1977 był zastępcą szefa referatu Wydziału A, od października 1977 do sierpnia 1981 był rezydentem Stasi w Bonn, działając pod przykrywką stanowiska II sekretarza Stałego Przedstawicielstwa NRD w RFN. Później kierował referatem I/3 Wydziału A I Głównego Zarządu Wywiadu Stasi NRD, do 1984 był funkcjonariuszem, następnie od sierpnia 1984 do marca 1987 szefem Wydziału A I Głównego Zarządu Wywiadu Stasi NRD, w lutym 1986 otrzymał stopień pułkownika, 1986-1987 był słuchaczem Wyższej Szkoły Partyjnej Karola Marksa przy KC SED, od sierpnia 1987 do listopada 1989 był zastępcą szefa Głównego Zarządu Wywiadu Stasi NRD, a 1989-1990 członkiem Komisji Polityki Zagranicznej przy Biurze Politycznym KC SED.